# 타이허구

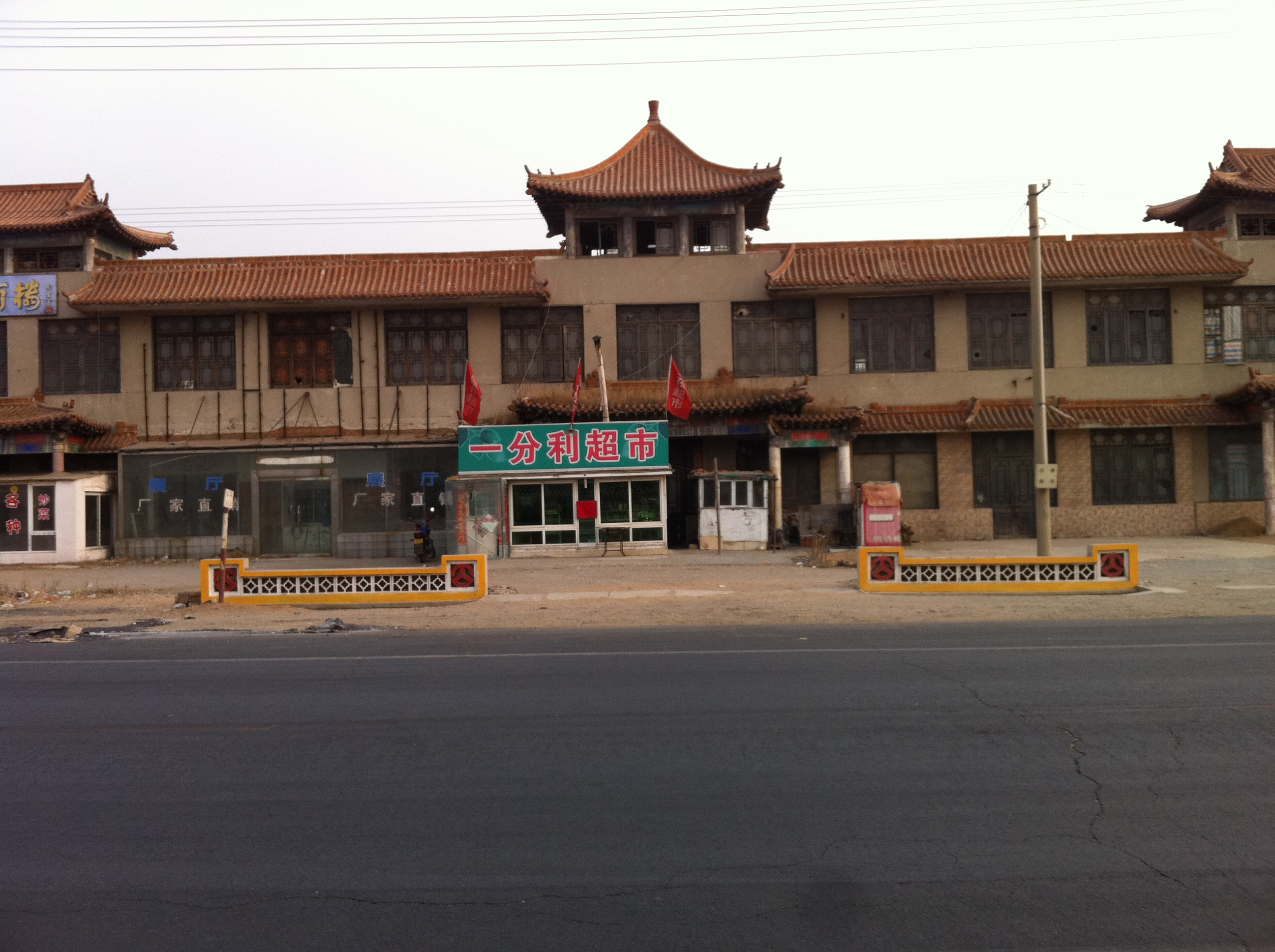

타이허구(한국어: 태화구, 중국어: 太和区, 병음: Tàihé Qū)는 중화인민공화국 랴오닝성 진저우시의 행정구역이다. 넓이는 459km2이고, 인구는 2007년 기준으로 210,000명이다.

## 행정 구역
6개 가도, 5개 향을 관할한다.
- 가도: 太和街道, 兴隆街道, 汤和子街道, 凌西街道, 凌南街道, 薛家街道.
- 향: 女儿河乡, 大薛乡, 钟屯乡, 营盘乡, 新民乡.